# 데이비드 이게
데이비드 유타카 이게(David Yutaka Ige 이게이[*], 1957년 1월 15일 ~ )는 미국 민주당 소속의 정치인으로, 제8대 하와이주 주지사이다. 이전 하와이주 하원과 상원의원을 역임했었다. 일본계 미국인 이민자 2세로, 일본어 성은 이게(伊藝).

## 역대 선거 결과
| 선거명      | 직책명                       | 대수 | 정당   | 득표율   | 득표수    | 결과 | 당락               |
| ----------- | ---------------------------- | ---- | ------ | -------- | --------- | ---- | ------------------ |
| 1986년 선거 | 하원의원 (하와이 제43선거구) | 14대 | 민주당 | 100.00%  | 5,845표   | 1위  | 하와이 주의원 당선 |
| 1988년 선거 | 하원의원 (하와이 제43선거구) | 15대 | 민주당 | 100.00%  | 6,085표   | 1위  | 하와이 주의원 당선 |
| 1990년 선거 | 하원의원 (하와이 제43선거구) | 16대 | 민주당 | 단독후보 | 무투표    | 1위  | 하와이 주의원 당선 |
| 1992년 선거 | 하원의원 (하와이 제34선거구) | 17대 | 민주당 | 82.55%   | 5,758표   | 1위  | 하와이 주의원 당선 |
| 1994년 선거 | 상원의원 (하와이 제17부)     | 18대 | 민주당 | 75.49%   | 11,866표  | 1위  | 하와이 주의원 당선 |
| 1998년 선거 | 상원의원 (하와이 제17부)     | 20대 | 민주당 | 84.46%   | 13,847표  | 1위  | 하와이 주의원 당선 |
| 2002년 선거 | 상원의원 (하와이 제16부)     | 22대 | 민주당 | 단독후보 | 무투표    | 1위  | 하와이 주의원 당선 |
| 2004년 선거 | 상원의원 (하와이 제16부)     | 23대 | 민주당 | 단독후보 | 무투표    | 1위  | 하와이 주의원 당선 |
| 2008년 선거 | 상원의원 (하와이 제16부)     | 25대 | 민주당 | 단독후보 | 무투표    | 1위  | 하와이 주의원 당선 |
| 2012년 선거 | 상원의원 (하와이 제16부)     | 27대 | 민주당 | 단독후보 | 무투표    | 1위  | 하와이 주의원 당선 |
| 2014년 선거 | 하와이 주지사                | 8대  | 민주당 | 49.45%   | 181,106표 | 1위  | 하와이 주지사 당선 |
| 2018년 선거 | 하와이 주지사                | 8대  | 민주당 | 62.67%   | 244,934표 | 1위  | 하와이 주지사 당선 |